# 伊東総一郎
伊東 総一郎（いとう そういちろう、1947年10月21日 - ）は、宮城県大崎市（旧岩出山町）出身の射撃選手。宮城県築館高等学校卒業。バルセロナ五輪、アトランタ五輪代表。宮城県クレー射撃協会会長。

## 略歴
- 1992年 初の五輪に出場。バルセロナオリンピックのクレー射撃スキートで33位。
- 1996年 アトランタオリンピックで2大会連続五輪出場。スキートで15位。
- 2000年 シドニーオリンピック日本選手団クレー射撃コーチ。
- 2004年 国民体育大会で2位。
- 2006年 国民体育大会スキート団体で優勝。